# 妹尾青洸
妹尾 青洸（せのお せいこう、1964年1月25日 - ）は、日本の俳優。本名は妹尾 幸延（せのお ゆきのぶ）。旧芸名、妹尾 洸（せのお あきら）。
岡山県出身。関西高等学校卒業、明星大学文学部英文科卒業。竹内事務所、柊企画を経て、ラスタエンターテインメントを経て、2020年現在は株式会社エノンに所属。「青映塾」主宰。

## 来歴・人物
高校卒業後に上京し、俳優を志して友人の紹介でモデル事務所に所属。荻島真一司会による情報番組のアシスタントなどを経験するが、その経験により自分はタレントに向いていないと考え、俳優になるために大学在学中に映画演技研修所研修生となり、研修所で演技を学ぶ。大学卒業後は証券会社への入社が内定していたが、辞退してそのまま俳優の道へ進む。
エキストラを経て、1987年にテレビ朝日系『超人機メタルダー』主人公の剣流星（メタルダー）役でデビュー。その際、プロデューサーの吉川進から、苗字か名前のどちらかを変えるように言われ、苗字はそのままに「妹尾 洸」の芸名を名乗る。
1988年に初舞台を踏み、以降は舞台を中心に活躍。舞台の仕事が増えたことについて、妹尾は「悪い意味ではなく、子供番組の癖を取って、ナチュラルな芝居に戻そうと思った。実際勉強になったし、しっかりした芝居ができる役者を目指したかったので」と語っている。
2006年には演劇集団「ゲキ塾。」（現「青映塾」）を創立する。
趣味は、サックス、ツーリング、バスケットボール。特技は、剣道（初段）、スキー、合気道（初段）、水泳指導管理士免許、ライフガード免許、小型船舶1級免許。
『メタルダー』の後番組である『世界忍者戦ジライヤ』主演の筒井巧、『ジライヤ』後番組である『機動刑事ジバン』主演の日下翔平らと親交があり、共演イベントも開催されている。

## 出演

### テレビドラマ
- 超人機メタルダー（1987年 - 1988年、テレビ朝日） - 主演・剣流星 / メタルダー[注 1]、古賀竜夫
- 火曜サスペンス劇場（日本テレビ）
  - 女弁護士・高林鮎子3 新横浜発12時09分の女（1988年）
  - 弁護士・高林鮎子 博多－札幌殺人ルート（1992年） - 中原刑事
  - 六月の花嫁シリーズ3 結婚相談殺人事件（1992年）
  - 女監察医室生亜季子12 もう一つの血痕（1992年） - 森刑事
  - おかしな夫婦（1995年）
  - 当番弁護士4（1997年）
- 避暑地の猫 第2話（1988年、テレビ朝日）
- ホテル物語・夏!（1989年、TBS） - 青木哲夫
- 黄昏の赤いきらめき（1989年、NHK） - 浅見恭吾
- 刑事貴族 第30話「357の男」（1990年、日本テレビ） - 赤沼幸治
- 水曜グランドロマン / 感動家族（1990年、日本テレビ） - 金田修平
- 月影兵庫あばれ旅 第2シリーズ 第4話「弱い女が一番怖い」（1990年、テレビ東京） - 長沼新三郎
- 鞍馬天狗 第六話「勤皇の志士・非情の傷跡」（1990年、テレビ東京） - 白石与一
- 花王ファミリースペシャル / 外人宿のおカミさん さよならキッド（1991年、フジテレビ）
- 必殺シリーズ（ABC）
  - 必殺スペシャル・春 世にも不思議な大仕事 主水と秀 香港・マカオで大あばれ（1991年）
  - 必殺仕事人・激突! 第11話「主水、阿片戦争に気をもむ」（1992年） - 政太郎
- 検事・若浦葉子 第2話「レイプ! 美しき人妻の罠にはまる」（1991年、日本テレビ）
- ルージュの伝言 Vol.9 「GOOD LUCK AND GOOD BYE」（1991年、TBS）
- 月曜ドラマスペシャル
  - 松葉杖のラガーマン（1991年）
  - 三十六人の乗客（1991年）
  - 2時間7分の身代金（1993年）
- 火曜ミステリー劇場 / スーパービュー踊り子・同窓会殺人旅行（1991年、ANB）
- 七人の女弁護士 第2シリーズ 第6話「アリバイは痴漢!? 姑が覗いた別居妻の夫殺し…」（1991年、テレビ朝日）
- 世にも奇妙な物語 / まだ恋は始まらない（1991年、CX）
- 月曜・女のサスペンス（TX）
  - 京都の女－京都・宇治連続殺人事件（1992年）
  - 誓約書開封（1993年）
- 俺たちルーキーコップ 第12話「大殊勲」（1992年、TBS）
- 喧嘩屋右近 第11話「連続殺人! 殺し屋の罠」（1992年、TX） - 三崎順之助
- はぐれ刑事純情派VI 第2話「雨の夜の犯罪 囮にかかった女」（1993年。ANB） - 原田友一
- 水戸黄門 第23部 第34話「狸がくれた赤ん坊 -信楽-」（1994年、TBS） - 鳥居大学
- 金曜エンタテイメント（CX）
  - 松本清張三回忌特別企画・草の陰刻（1994年） - 岩崎秘書
  - リング〜事故か!変死か!4つの命を奪う少女の怨念（1995年） - 野々山結貴
  - 名探偵 明智小五郎III 暗黒星 天の怒りか地の悲しみか、21年ぶりの日食の日に起きた連続殺人（1996年）
- 父子鷹 第10話「親父を越えていけ」（1994年、NTV）
- 江戸の用心棒 第15話「大奥マル秘怨み節」（1994年、NTV） - 立花伊織
- ドラマ30 / 詐欺・狙われた実印（1995年、中部日本放送）
- 大河ドラマ / 八代将軍吉宗（1995年、NHK） - 奥田主馬
- 土曜ワイド劇場
  - 有毒病棟 女医が見た手術室の完全犯罪!（1995年）
  - 棟居刑事の情熱（1997年）
- 霧の中の真実（1995年、CX）
- フードファイト 壱ノ膳「史上最強の大食い男登場!!」（2000年、NTV）
- 女と愛とミステリー / いなか刑事・伊原泰三の退職捜査日誌2（2002年、テレビ東京）
- ぼくが地球を救う（2002年、TBS） - ナレーター（全話）
  - 第10話「5000万分の1のヒーロー」、第11話「人類最高の男!」 - 池尻
- 高原へいらっしゃい 第9話「仲間を裏切る野望」、第10話「また会う日まで! それぞれの旅立ち」（2003年、TBS） - 高木
- 半沢直樹 第7話（2020年、TBS）
- 暴太郎戦隊ドンブラザーズ ドン21話「ごくラーメンどう」（2022年、テレビ朝日） - 宇都宮テツ

### 映画
- 劇場版 超人機メタルダー（1987年、東映） - 主演・剣流星 / メタルダー[注 2]
- 女賭博師 花吹雪お涼（1996年、パル企画）
- 釣りバカ日誌8（1996年、松竹）
- 釣りバカ日誌9（1997年、松竹）
- 釣りバカ日誌10（1998年、松竹）
- 釣りバカ日誌イレブン（2000年、松竹）
- 釣りバカ日誌13 ハマちゃん危機一髪!（2002年、松竹） - 営業二課員
- 釣りバカ日誌14 お遍路大パニック!（2003年、松竹） - 営業二課員
- カムイ外伝（2009年、東宝） ※方言指導兼任
- ku__on（2012年、アドウェイズピクチャー） - 内田刑事
- 月が綺麗ですね（2012年、ZEN Integration） - 酒井田先生
- 救い（2013年） - 石原晋作
- ありがとう（2013年）- 主演・父
- 妖恋歌は一陣の風に（2013年） - 編集長
- ホテルコパン（2013年）
- 嘆き（2014年） - 新次郎
- 7s（2014年） - 映画監督
- 幽鬼（2014年）
- シン・ゴジラ（2016年）

### オリジナルビデオ
- 淫獣教師（1995年、ピンクパイナップル） - 主演・東条
- 肉体おとり調査 裏風俗VS闇金融（2003年、TMC） - 欣司
- マイティレディ ザ・シリーズ（2012年、ショウゲート） - スサノオ

### 舞台
- 焼け跡の女侠（1988年、夜想会）
- 幻に心もそぞろ狂おしのわれら将門（1988年・1989年、夜想会）
- リア王（1990年、夜想会）
- 焼け跡の女侠（1991年、夜想会）
- 筒井ワールド8（1999年、BIG FACE+シアターΧ）
- 乱舞（1999年、京都南座）
- 非倫な関係（2000年、シアターサンモール）
- 筒井ワールドFINAL大阪ラウンド（2000年、BIG FACE+シアターΧ）
- 我が胸中、朱夏にて候（2003年、ガラ藤村実行委員会）
- ダ・ビンチ・インスピレーション（2007年、バルジライプロジェクト）
- 煙が目にしみる （2011年、ゲキ塾。/ ウッディシアター中目黒） - 演出／企画
- いるだけ。（2011年、劇団ビタミン大使「ABC」）
- 恋愛戦隊 ヒレンジャー（2011年、ひとくちサイズ / 池袋グリーンシアター）
- グッドラック・ユア・メモリー（2011年、ゲキ塾。） - 演出／改訂 ※TONOGEKI演劇祭優勝作
- とびだせ新撰組!（2012年、夜想会 / 俳優座劇場）
- 忠臣ぐらっちぇ!（2012年8月、ゲキ塾。/ 笹塚ファクトリー） - 企画／制作
- 八月のシャハラザード（2012年12月、ゲキ塾。/ 戸野廣浩司記念劇場） - 演出
- FOOLISH（2016年、劇団PUPA）

### テレビ番組
- プライムショッピング（2004年、一部CS局） - ナビゲーター

### テレビアニメ
- 怪人開発部の黒井津さん 第5話（2022年、ABC） - ナレーション[8]

### Web配信番組
- ニコニコ動画 妹尾青洸の怒る!シリーズ（2015年 - ） - MC

### ゲーム
- スーパーヒーロー作戦（1999年1月28日、バンプレスト） - 剣流星 役